# 석유화학

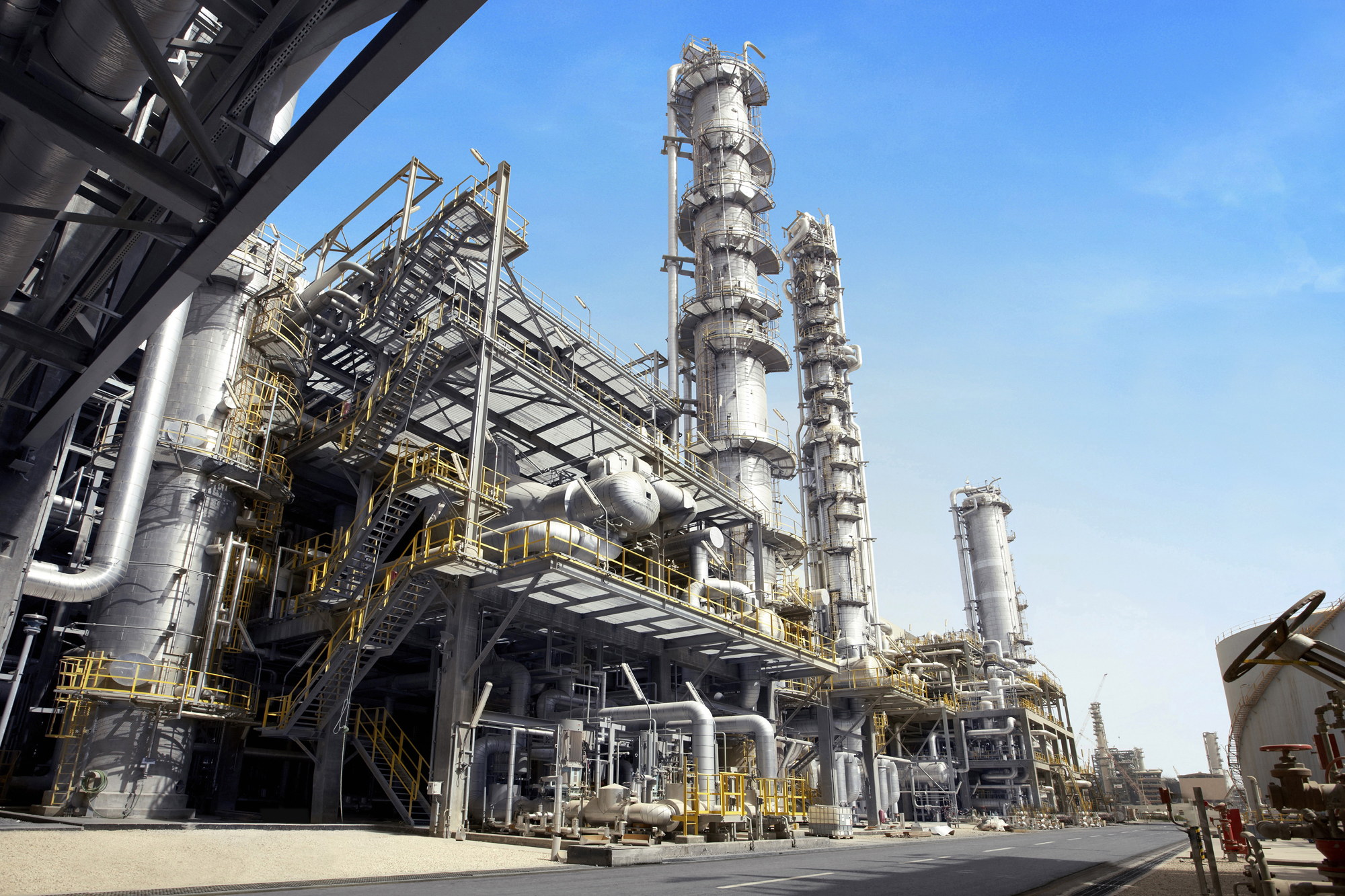

석유화학(石油化學, 영어: petrochemistry)은 연료가 아니라, 석유의 성분인 탄화수소 등을 합성원료로 해서 각종의 유기화합물을 만들어 내는 공업이다. 석유화학공업은 제2차 세계대전 이후 급속히 발전하여, 오늘날 석유는 화학공업의 큰 지주(支柱)의 하나로 되었다. 석유의 전 소비량에 비하면 합성 원료로서 쓰이는 양은 아직 10% 정도에 지나지 않지만, 이 부분문의 석유 사용량은 매년 증가하고 있다. 특히 폴리에틸렌(polyethylene)·나일론(nylon) 따위의 플라스틱이나 합성섬유 등 석유를 원료로 하는 분야에서 크게 증가하고 있다.

## 나프타의 분해
석유화학에서는 주로 탄소수가 1∼7개 정도인 탄화수소를 이용하며, 그 원료로는 유정(油井)에서 나오는 천연가스, 혹은 크래킹·증류과정에서 생기는 가스를 쓰기도 하지만, 가장 많이 사용되는 것은 특별히 석유화학공업용으로 석유(주로 나프타(naphtha) 유분)를 열분해하여 얻은 에틸렌이나 프로필렌이다. 석유화학 공업의 특징은 여러 가지 탄화수소의 혼합물을 분해하고, 여기에서 생긴 온갖 생성물을 정류(精溜)공업에서 발달한 분리기술로 각 성분으로 나누어, 그 하나하나에 대한 다양한 합성법을 적용해서 수많은 종류의 제품으로 만드는 일관된 공정(工程)을 가지는 점이다. 그렇기 때문에 원료의 생산과 수요의 밸런스가 항상 중요한 문제로 되는 것이다.   한편 석유화학공업의 원료는 액체나 기체인 점에서 파이프 수송의 방식이 이용되고 있다. 따라서 이 분야의 제1차 제품인 에틸렌·프로필렌 등의 제조공장, 그것을 원료로 하는 제2차 제품인 폴리에틸렌·합성고무 등의 합성공장, 그리고 기초 원료를 만드는 석유정제 공장 등이 하나의 큰 집단으로 모여 있는 편이 유리한 것이다. 이 같은 형태를 콤비나트(combinat)라 한다.  석유화학에서 가장 중요한 위치를 차지하는 것은 에틸렌이며, 유전이 많은 미국에서는 석유와 함께 채취한 천연가스를 에틸렌의 원료로 하고 있으나 유전이 없는 지역에서는 나프타 유분을 열분해하여 에틸렌을 만드는 것이 보통이다.

## 석유화학공업 원료의 제조
석유의 탄화수소 성분은 파라핀계·올레핀계·나프텐계·방향족의 순으로 분해성이 좋으며, 또 분자량(分子量)이 큰 것일수록 잘 분해된다. 그러므로 석유는 고온으로 되면 그 상태에서 보다 안정된 화합물로 바뀌고 만다. 따라서 석유를 고온으로 처리함으로써 석유화학 공업의 원료로써 유용한 화합물인 에틸렌·프로필렌·아세틸렌 등을 쉽게 얻을 수 있다.
석유는 800°C 전후에서는 에틸렌을 주체로 한 것이 된다. 그러나 장시간 고온으로 두면 탄소로까지 분해가 진행되기 때문에 극히 단시간 고온 상태로 하였다가 급격히 냉각시켜 생성물을 정제·분리하여야 한다.

## 탄화수소를 주로 하는 합성화학
메테인(methane, {\displaystyle \mathrm {CH_{4}} })은 열분해해서 수소의 원료가 되는 외에 염소와 반응해서 염화 메틸(鹽化methyl：{\displaystyle \mathrm {CH_{3}Cl} })이나 염화 메틸렌({\displaystyle \mathrm {CH_{2}Cl_{2}} }) 또는 사염화 탄소({\displaystyle \mathrm {CCl_{4}} }) 등으로 되어 유기 용매(有機溶媒)나 냉동기용의 냉매(冷媒) 등에 쓰인다. 그리고 메테인을 산화시켜 메틸알코올(methylalcohol)이나 포르말린(formalin)을 만들기도 한다. 또한 메탄으로는 아세틸렌({\displaystyle \mathrm {C_{2}H_{2}} })을 만들고, 이 아세틸렌으로 여러 가지를 만들 수가 있다. 예컨대 수소와 반응시켜서 에틸렌이나 에테인을 만들고, 염화 수소와 반응시켜 염화 비닐을 만드는 것이다. 그리고 물과 반응시키면 아세트알데하이드(acetaldehyde)가 만들어지고 이것을 산화하면 초산(醋酸)이, 환원하면 에틸알코올이 만들어진다.

### 에틸렌
에틸렌(ethylene, {\displaystyle \mathrm {C_{2}H_{4}} })은 석유화학공업의 중요한 제1차 원료이며, 그 약 절반이 폴리에틸렌의 제조에 사용되고 있다. 그 외 에틸렌을 산화해서 에틸알코올·아세트알데하이드·아세트산 등을 합성하며, 에틸렌옥시드·에틸렌글리콜 등의 합성에도 쓰인다. 에틸렌옥시드는 합성세제의 원료로서도 중요한 것이다. 한편 에틸렌을 염소와 반응시켜서 이염화 에테인으로 만들어 이것으로 염화 비닐을 만들기도 한다. 이렇게 해서 만든 염화 비닐은 폴리염화 비닐의 단위체(monomer)이다. 이것은 본래 아세틸렌을 원료로 하여 만들어 왔으나 석유화학의 발달에 따라서 에틸렌을 원료로 하는 방법으로 바뀌게 되었다.  그리고 에틸렌을 브로민(bromine)과 반응시켜 디브롬에탄으로 만들어서 가솔린에 대한 안티녹제로 쓰이기도 하고 또 벤젠과 반응시켜서 스티렌(styrene)으로 만들어 이것을 중합(重合)해서 폴리스티렌을 만들기도 하는 등 에틸렌은 그 밖의 여러 가지 합성화학 원료로서 이용되고 있다.

#### 에틸렌 제조법
에틸렌(ethylene)을 제조하는 공장은 열분해·급랭부분, 압축 전 처리부문, 정제·분리 부문으로 되어 있으며, 열분해·급랭의 방법으로는 관식가열법(管式加熱法), 스팀 크래킹법(steam cracking 法), 이동층법(移動層法) 등이 쓰인다
1. 관식가열법은 원료 나프타와 스팀을 혼합하고, 외부로부터 중유 또는 가스버너(gas burner)로써 고온으로 가열된 관을 통과시켜 분해하는 방법이다. 그 대표적인 것은 스톤 웹스터법(stone webster 法)이다. 원료 나프타는 스팀(증기)과 혼합되어 700∼800°C로 0.6∼1.3초 동안 관식분해가열로(管式分解加熱爐)를 거치게 된다. 이때 생성한 가스는 곧 물과 열교환하며, 또 중질유(重質油)를 첨가해서 120°C까지 급랭시킴으로써 가스와 액화 탄화수소로 분리한다. 여기에 다시 각종 처리를 하여 에틸렌·프로필렌 등으로 만든다. 이 때의 정제방법으로서는 저온증류법의 쓰인다. 이와 같은 방법으로 분해된 것의 조성(組成)은 에틸렌 27%, 프로필렌 15%, 메탄 14%, C4유분(탄수소 4개의 탄화수소) 11%, 분해가솔린 18%로, 원료나 분해온도에 따라 약간 조성이 달라지기도 한다.
2. 스팀 크래킹법은 원료를 분해온도보다 조금 낮은 정도의 온도까지 미리 가열하고, 이에 950°C 이상으로 가열된 수증기를 혼합해서 그 열로 분해하는 방법이다. 또한 수증기를 원료에 혼합하는 것은 카본블랙(carbon black), 즉 유연(油煙：그을음)의 생성을 막기 위해서도 필요한 것이다.
3. 이동층법은, 고온으로 가열한 모래 등의 고체 열매체(熱媒體)와 원료를 반응기 속에서 옮기면서 접촉시켜 분해 반응을 일으키게 하는 방법으로서 페블 크래킹법(pebble cracking法)·샌드 크래킹(sand crackig 法) 등이 그것이다.

### 프로필렌
프로필렌(propylene, {\displaystyle \mathrm {C_{3}H_{6}} }은 에틸렌보다 탄소가 하나 많은 올레핀계 탄화수소이며, 그 구조는 에틸렌의 수소원자 하나가 메틸기(methyl 基)로 치환된 {\displaystyle \mathrm {CH_{2}=CH-CH_{3}} }로 나타낸다.

#### 주요 용도
- 중합해서 폴리프로필렌 제조
- 아크릴로니트릴(acrylonitrile)이나 글리세린(glycerine)의 합성원료
- 합성세제의 원료

##### 합성세제 제조
일명 소프리스 소프(soapless soap)라고 하는 합성세제(合成洗劑)의 제조법은 다음과 같다. 먼저 프로필렌을 인산(燐酸)으로 사분자중합(四分子重合)해서 프로필렌 4량체(propylene 四量體)를 만든다. 여기에 다시 벤젠과 결합시켜서 만든 도데실벤젠을 황산으로 설폰화(sulfon 化)함으로써 얻어진다.

### 탄소(炭素) 4개의 탄화수소(炭化水素) 유분(溜分)
프로필렌보다 탄소수가 하나 많은 부텐(부틸렌：{\displaystyle \mathrm {C_{4}H_{8}} }), 뷰타다이엔({\displaystyle \mathrm {C_{4}H_{6}} })도 나프타 속에 들어 있으며, 이런 것은 주로 뷰타다이엔으로서 합성고무의 원료로 쓰인다. 그리고 나일론 6.6의 원료가 되는 헥사메틸렌디아민의 합성에도 뷰타다이엔이 이용된다.  부텐은 1－부텐({\displaystyle \mathrm {CH_{3}CH_{2}CH=CH_{2}} }), 또는 2－부텐({\displaystyle \mathrm {CH_{3}CH=CHCH_{3}} }) 등의 이성체(異性體)를 포함하는 총칭이며, 2－부텐은 물을 가해 뷰틸알코올({\displaystyle \mathrm {C_{4}H_{9}OH} })로 만들고, 다시 메틸에틸케톤({\displaystyle \mathrm {CH_{3}CH_{2}COCH_{3}} })으로 만들어 용제(溶劑)로 사용한다.

## 아세틸렌계 합성공업
합성화학의 대표적인 예로서 아세틸렌계 합성공업(acetylene系 合成工業)이 있다. 이것은 1920년대부터 급속하게 발달했고, 특히 독일의 레페(W.J.Reppe, 1892∼1969)가 가압(加壓)된 조건에서의 많은 반응을 개척함으로써 그 후의 화학공업발달을 크게 촉진했다. 아세틸렌을 공업적으로 제조하는 방법에는 전력법(電力法)과 탄화수소를 원료로 하는 방법이 있으나 최근에는 석유화학의 발전으로 말미암아 석유화학공업에 의한 탄화수소를 원료로 하는 방법이 그 주류를 차지하게 되었다. 그리고 아세틸렌을 원료로 하는 합성화학공업 자체도 그 중의 몇 가지는 에틸렌을 원료로 하는 방법으로 대치되고 있다.

### 아세틸렌 제조법
아세틸렌(acetylene)은 종래 카바이드(carbide)를 원료로 하고 있었으나, 오늘날에는 나프타의 고온분해 등에 의해서도 만들 수가 있으며, 에틸렌의 제조와 관련해서 천연가스·석유를 원료로 하는 방법이 여러 가지 채용되고 있다.
아세틸렌의 제조법은 전력·원료의 사정 등으로 지역에 따라서 서로 다른 것이 채용된다. 미국이나 독일에서는 전력법과 탄화수소법이 절반 정도씩 쓰이고 있고, 일본에서는 전력법이 주로 채용되고 있다.

#### 전력법
카바이드를 원료로 하여 아세틸렌을 만드는 전력법(電力法)에서는 코크스의 탄소분과 석회(石灰)의 칼슘 분과를 전력에 의하여 반응시켜서 탄화칼슘(CaC2：칼슘카바이드 또는 카바이드라고 불린다)을 만드는데 이것은 석탄화학공업의 한 분야이기도 하다.   먼저 코크스와 석회의 혼합 원료를 전기로에 넣고 탄소 전극(炭素電極)을 이용해서 전류를 통하면 전기저항 때문에 발열(發熱)한다. 온도가 대략 2,000°C로 되면 탄소(코크스)와 산화칼슘이 반응해서 카바이드(탄화칼슘)와 일산화탄소가 생긴다.
CaO ＋ 3C → CaC2 + CO
이 카바이드는 녹아서 전기로의 바닥에 괴기 때문에 일정한 시간마다 철제 용기로 퍼내고, 이것을 아세틸렌 발생장치에 넣어서 물과 반응시키면 분해하여 아세틸렌이 생긴다.
CaC2 ＋ 2H2O → Ca(OH)2 ＋ C2H2
전력법을 이용하는 경우 카바이드 1t을 얻어 내기 위해서는 코크스 1t, 석탄 2t, 전력 3,500∼4,000㎾ 가량이 필요하며, 전극 25∼50kg이 소모된다. 그리고 순수한 카바이드 1kg에서는 366L의 아세틸렌이 발생하나 공업제품으로는 290∼300L가 최고이다.

#### 부분연소법
원료인 탄화수소에 산소를 섞고, 원료가스 일부를 연소시켜 그 연소열(1400°C)에 의해 열분해하는 방법이다. 폭발하지 않도록 상당한 속도로 가스를 분출해서 연소되는 즉시 물로 냉각시켜 아세틸렌을 분리한다. 부분 연소에 의해 생성하는 가스는 아세틸렌 8%, 일산화탄소 25%, 이산화탄소 3%, 수소 55%, 메탄 4∼6%로 조성된 혼합가스이다. 한편 반응 온도의 조절에 의해서 에틸렌과 아세틸렌을 동시에 얻는 SBA법 등도 쓰이고 있다.==탄화수소를 주로 하는 합성화학==
메탄(methane, {\displaystyle \mathrm {CH_{4}} })은 열분해해서 수소의 원료가 되는 외에 염소와 반응해서 염화메틸(鹽化methyl：{\displaystyle \mathrm {CH_{3}Cl} })이나 염화메틸렌({\displaystyle \mathrm {CH_{2}Cl_{2}} }) 또는 사염화탄소({\displaystyle \mathrm {CCl_{4}} }) 등으로 되어 유기 용매(有機溶媒)나 냉동기용의 냉매(冷媒) 등에 쓰인다. 그리고 메탄을 산화시켜 메틸알코올(methylalcohol)이나 포르말린(formalin)을 만들기도 한다. 또한 메탄으로는 아세틸렌({\displaystyle \mathrm {C_{2}H_{2}} })을 만들고, 이 아세틸렌으로 여러 가지를 만들 수가 있다. 예컨대 수소와 반응시켜서 에틸렌이나 에탄을 만들고, 염화수소와 반응시키어 염화비닐을 만드는 것이다. 그리고 물과 반응시키면 아세트알데히드(acetaldehyde)가 만들어지고 이것을 산화하면 초산(醋酸)이, 환원하면 에틸알코올이 만들어진다.

#### 축열로법
탄화규소의 내열연와(耐熱鉛瓦)를 쌓은 노(爐)를 1,200∼2,000°C로 예열하여, 이에 메탄을 0.1초 정도 접촉시켜 반응시키는 방법이다. 이 방법은 처리한 가스 중의 아세틸렌 농도가 높고, 시설비용이 적게 드는 것 등이 장점이다.

#### 기타
이 밖에 다른 연료를 완전 연소시켜 약 2,000°C의 고온 가스를 발생하게 하고, 여기에 450∼500°C로 예열·기화한 나프타를 순간적으로 혼합시키는 방법도 고안되고 있다.
한편, 천연가스 속의 메탄올 아크(arc)에 의해 순간적으로 2,000∼3,000°C로 가열해서 곧 냉각시킴으로써 생성한 아세틸렌을 분리하는 아크법도 있으나, 이 방법은 많은 전력을 필요로 하는 것이 단점이다.

### 아세틸렌을 원료로 하는 화학공업
아세틸렌계 탄화수소는 C≡C라는 큰 불포화성의 삼중결합(三重結合)이 있기 때문에 다른 물질과 반응하는 힘이 매우 강하다. 이 점을 이용하면 각종의 부가반응(附加反應)·중합반응(重合反應)을 시킬 수가 있다. 부가반응으로서는 수소 첨가에 의하여 에틸렌(C2H4)과 에탄(C2H6)이 만들어진다. 그리고 염소 부가에 의해서 이염화에틸렌(Cl－CH＝CH－Cl), 사염화아세틸렌(Cl2CH－CHCl2)으로 되며, 염산을 부가하면 염화비닐이, 물을 부가하면 아세트알데히드가 된다.  한편, 황산수은(HgSO4) 등의 촉매를 사용한 위에 초산을 부가하면 초산비닐이 합성된다. 이 밖에도 많은 종류의 아세틸렌 유도체를 합성할 수 있는 것으로서, 공업원료로는 매우 중요한 것이다.
또한 아세틸렌을 염화제일구리 또는 초산은의 암모니아 용액에 넣으면 CuC2(붉은 빛), AgC2(흰빛)의 침전(沈澱)이 생긴다. 이 침전을 건조시켜 충격을 주면 폭발한다. 이러한 아세틸렌의 금속유도체를 아세틸리드(acetylide)라고 한다. 이들은 색을 가진 침전을 형성하므로   CH 단위의 존재 확인 실험에도 사용된다.
아세틸렌을 이용하는 공업에는 상압반응(常壓反應)과 가압반응(加壓反應)이 있다.